# Шрек (баран)

Шрек до стрижки

Шрек (англ. Shrek; 27 ноября 1994 — 6 июня 2011) — мериносовый баран (валух) из Новой Зеландии, получивший мировую славу после того, как он был подстрижен в прямом эфире телеканала национального телевидения в апреле 2004 года. Получил своё имя в честь персонажа мультфильма «Шрек».
С Шрека было срезано 27 кг шерсти, этого достаточно для изготовления десяти мужских пальто. Обычно с мериносов состригают около 4,5 кг шерсти в год. До этого момента Шрек прятался от людей в течение шести лет, в основном в пещерах.
Шрек стал национальным талисманом. В мае 2004 года его отвезли в парламент к премьер-министру Новой Зеландии, Хелен Кларк. В ноябре 2006 года Шрека постригли вновь, на этот раз на айсберге у берегов Новой Зеландии, ради сбора средств на благотворительные цели.
Шрек был усыплён 6 июня 2011 года по рекомендации ветеринара.